# Jak Zdenek o kalhotky přišel
Jak Zdenek o kalhotky přišel je povídka Jana Otčenáška z roku 1971 (vyšlo 1973) v Lidových novinách.
Děj povídky se odehrává v malém, nepojmenovaném městě na konci 70. let. Hlavními postavami jsou herci ochotnického divadla a nejbližší nepojmenovaná rodina.

## Příběh
Mladý student gymnázia Zdenek začíná vypomáhat v ochotnickém divadle, které nacvičuje pohádku „Srdce na dvě půlky.“ Při jedné z mnoha scén si nedopatřením roztrhne kalhoty. Děj je zasazen do pochmurného jarního počasí, které autor často popisuje a líčí. Zdenek pod tíhou svého vlastního zesměšnění zakrývá otvor svou příruční taškou. Ostatní členové divadla (herečka Veronika, režisér Ladislav) se mu začnou smát. Pouze jeho nejbližší kamarád (herec Stanislav) s ním soucítí. I přes tento aktuální handicap se po zbytek dne nestraní společnosti.
Autor kritizuje společnost a ukazuje skoro až kamennou netknutost Zdenka, který i přes sociální tlak neschovává svůj problém a jde odvážně mezi lidi. Otčenášek opět dokazuje charakteristickou vůli svých hrdinů, kteří se k problémům staví odvážně a bez předsudků, přestože jsou jakkoli velké.
Příruční taška je symbolem zchátralosti a zatuchlosti tehdejší normalizační doby, která má zakrýt slabiny, ale zároveň ukazovat to nejlepší, co zbylo.

## Interpretace
Otčenášek zde staví do kontrastu problémy tehdejší doby se zcela banální událostí roztržení kalhot. V metaforách a dvojsmyslech poukazuje na lidské vlastnosti jako je hrdinství, čest, touha postavit se problémům a neskrývat je.

### Název
Název povídky je narážkou na pohádku Zdenka Milera Jak krtek ke kalhotkám přišel[zdroj?].